# Laredo-formatie

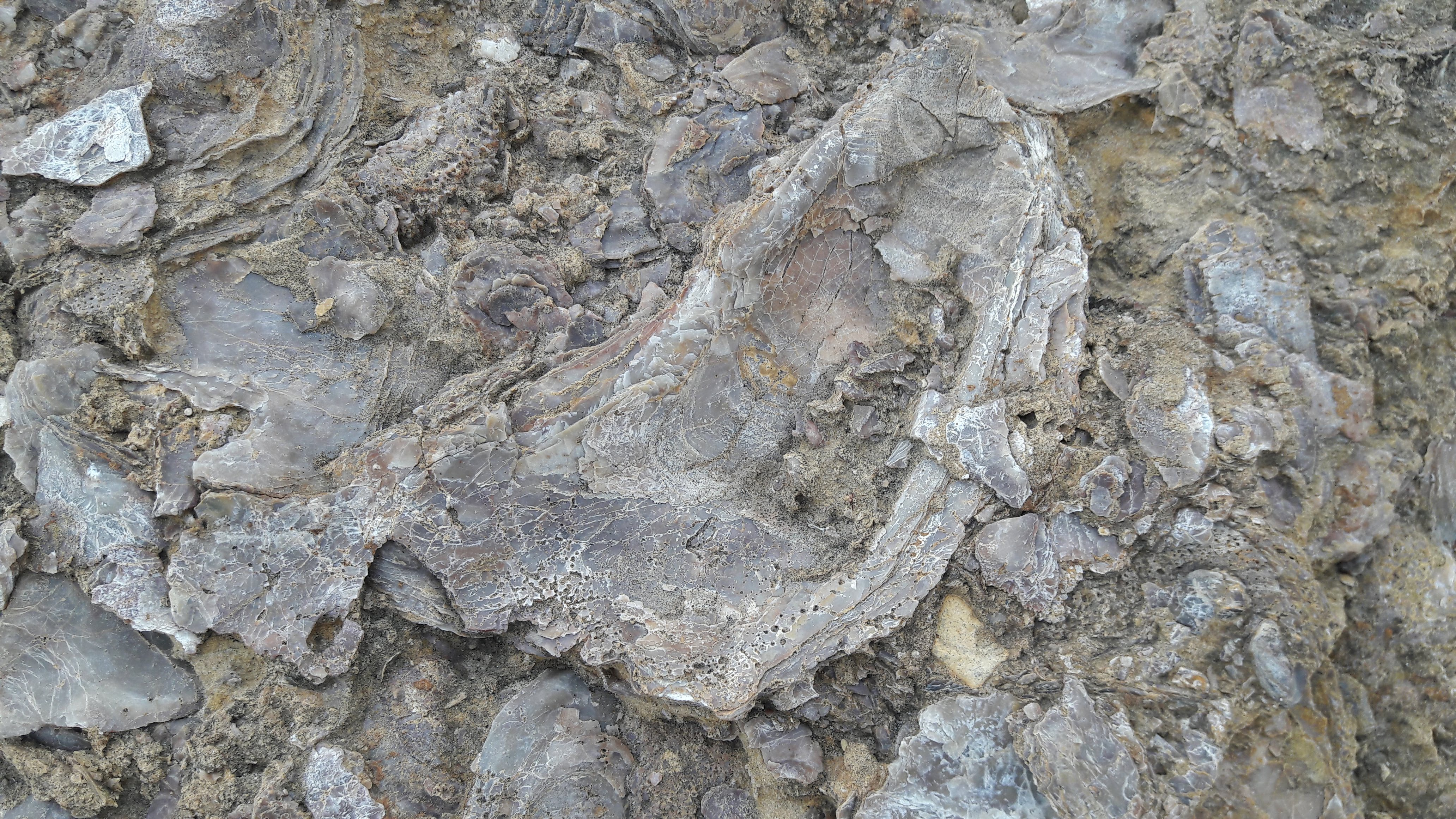
Fossiel van Laredo-formatie.

De Laredo-formatie is een geologische formatie die voorkomt in de Amerikaanse staat Texas en de Mexicaanse staten Tamaulipas en Nuevo Leon. Het omvat afzettingen uit het Midden-Eoceen.
De naam komt van de stad Laredo, Texas, de regio waar het voor het eerst werd geïdentificeerd.
De Laredo-formatie dateert uit het Laat-Uintan. Op basis van de planten- en dierenfossielen wordt een klimaat verondersteld zoals dat tegenwoordig voorkomt in de kuststreken van zuidelijk Nieuw-Guinea en noordelijk Australië of de regio van Yucatán.

## Fauna
De fauna, aangeduid als de  "Casa Blanca Fauna", omvat meer dan vijftien soorten ongewervelden, acht soorten kraakbeenvissen, zes soorten beenvissen, een amfibiesoort, tien soorten reptielen, drie vogelsoorten en een 32 soorten zoogdieren. De Laredo-formatie is hiermee de soortenrijkste afzetting uit het Paleogeen langs de Golfkust en een van de weinige zoogdierrijke formaties uit het Eoceen in deze regio.

### Zoogdieren
- Primaten: Omomys, Mytonius, Mahgarita
- Roofdieren: Uintacyon, Procynodictis
- Hoefdieren: mesonychiden Mesonyx en Harpagolestes, paard Epihippus, neushoorns Amynodon en Triplopus, titanotheriër Notiotitanops, evenhoevigen Protoreodon, Leptoreodon en Toromeryx, zeekoeien
- Kleinere zoogdieren: opossum Peratherium, Simidectes, spitsmuizen, vleermuizen,  knaagdieren Mytonomys en Microparamys

### Reptielen
- Hagedissen: glyptosaurine
- Krokodillen: Pristichampsus, Allognathosuchus, kaaiman
- Schildpadden: Baptemys, Allaeochelys, Xenochelys, Trionyx, moerasschildpadden, landschildpadden Hadrianus

### Vissen
- Kraakbeenvissen: Striatolamia, Carcharhinus, Galeocerdo, Pristis, Rhinobatos, Dasyatis, Myliobatis, Rhinoptera
- Beenvissen: tarpons, Lepisosteus, Paralbula, Arius, Diaphyodus, Jefitchia, Cylindracanthus

## Flora
De flora past bij een mangrovemoerasbos en een laaglandregenwoud met fossielen van wolfsklauwen, varens, coniferen en meerdere bloemplanten, waaronder de mangrovepalm Nypa. De flora wijst op getijdewateren, die warmer waren dan 24 °C met een lichte golfslag en een zoutgehalte van circa 10%.